# Дюра, Клер де
Клер де Дюра́ (фр. Claire de Duras, урождённая Клер Луиза Роза Бонна Леша́ де Керсе́н — фр. Claire Louise Rose Bonne Lechat de Kersaint; 22 марта 1777, Брест — январь 1828, Ницца) — французская писательница, герцогиня.
В 1794]]году вместе с матерью (отец, граф де Керсен, к этому времени уже был гильотинирован) покинула Францию, спасаясь от революции. В эмиграции в Лондоне вышла замуж, родила дочь и в 1801 году вернулась а родину. В 1808 году познакомилась и сблизилась с Рене-Франсуа Шатобрианом, благодаря чему вошла в литературные круги. После реставрации Бурбонов муж де Дюра оказался приближен ко двору Людовика XVIII, и дом де Дюра стал одним из центров парижской литературной жизни. Клер де Дюра не собиралась делать литературной карьеры и неохотно поддалась уговорам Шатобриана опубликовать один из трех своих романов — «Урику» (фр. Ourika; 1823); два других, «Оливье» (фр. Olivier; 1822, опубликован 1971) и «Эдуар» (фр. Edouard; 1825, опубликован 1996), остались неизданными при её жизни, еще два — «Сен-Бернарский монах» (фр. Le Moine du Saint-Bernard) и «Воспоминания Софии» (фр. Les Mémoires de Sophie) не были закончены. Кроме того, Клер де Дюра составила книгу-компиляцию «Мысли Людовика XIV, извлечённые из его сочинений и писем» (фр. Pensées de Louis XIV, extraites de ses ouvrages et de ses lettres manuscrites), опубликованную в 1827 году.
Наибольший след в истории литературы оставил второй из этих романов, посвященный судьбе чернокожей девушки Урики, освобождённой губернатором Сенегала от продажи на рынке рабов и привезённой в Париж в подарок его приятельнице. Урика получает хорошее воспитание и образование, но из-за цвета кожи чувствует себя чужой в светском обществе. Считается, что роман Клер де Дюра — первая во французской литературе попытка показать изнутри проблему межрасовых отношений и, в частности, любви между представителями разных рас; в связи с этим читательский и научный интерес к роману «Урика» заметно возрос во второй половине XX века. «Урика» была переведена на английский язык Джоном Фаулзом и, как считается, заметно повлияла на роман Фаулза «Женщина французского лейтенанта». Необычен для своего времени и роман «Оливье», описывающий судьбу юноши, страдающего импотенцией.

## Публикации на русском языке
- Урика. — СПб., 1824.
- Едуард. — М., 1827.
  - Часть первая
  - Часть вторая